# NGC 3649
NGC 3649 = IC 682 ist eine Balken-Spiralgalaxie mit aktivem Galaxienkern vom Hubble-Typ SBa im Sternbild Löwe auf der Ekliptik. Sie ist schätzungsweise 192 Millionen Lichtjahre von der Milchstraße entfernt und hat einen Durchmesser von etwa 85.000 Lichtjahren.

Im selben Himmelsareal befinden sich u. a. die Galaxien NGC 3646 und NGC 3650.
Das Objekt wurde am 15. Februar 1784 vom deutsch-britischen Astronomen Wilhelm Herschel entdeckt.